# Неринск
Неринск — несохранившийся древнерусский город на северо-востоке Черниговского княжества, упоминаемый в Ипатьевской летописи под 1147 годом. Как пишет летопись в контексте похода новгород-северского князя Святослава Ольговича во время междоусобной войны 1146—1154 годов, «Святослав же оттуда возвратился к Лобыньску, и оттуда идёт к Нериньску, и перешёл Оку и встал». Из другого упоминания известно, что к Святославу в Неринск пришли послы от половцев.
Поскольку формулировка в летописи не даёт однозначных ориентировок относительно его местоположения, по данному вопросу существуют несколько гипотез. Его предполагали близ Шилова, в окрестностях деревни Подмоклово близ Серпухова, близ Каширы, а также на Толпинском городище в Кораблинском районе Рязанской области. Наиболее аргументированной, однако, является версия, что Неринск соотносится с городищем на реке Нериска к западу от села Калединовка Заокского района Тульской области. На городище в 2015—2016 годах были проведены археологические исследования.
Городище имеет трапециевидную форму и площадь 7650 м². Его вал расположен на узком перешейке, образованном правыми берегами Нериски и оврага Большой. Ширина вала составляет 8—10 м, высота — до 4 м. Перед валом находится ров глубиной 3—4 м. Культурный слой датирован XI—XII веками. Вблизи городища было найдено девять одновременных ему селищ.
Неринск упоминается также в «Списке русских городов дальних и ближних», составленном в конце XIV века. Здесь он фигурирует уже как один из рязанских городов.